# Yuzhu
Yuzhu är ett stadsdelsdistrikt (jiedao) i sydöstra Kina. Det ligger i stadsdistriktet Huangpu i provinshuvudstaden Guangzhou i provinsen Guangdong, omkring 17 kilometer öster om centrala Guangzhou. Antalet invånare är 59 529. Befolkningen består av 27 118 kvinnor och 32 411 män. Barn under 15 år utgör 14,0 %, vuxna 15-64 år 79 %, och äldre över 65 år 5,0 %.